# بيرد إم. بيرسون
بيرد إم. بيرسون هو محامي وقاضي وسياسي أمريكي، ولد في 1803، وتوفي في 1859.